# Paul van Musscher
Paul van Musscher (Haarlem, 1964) is een Nederlandse politiefunctionaris en sinds 1 juni 2023 directeur van het Politiedienstencentrum. Hij was van 1 december 2013 tot en met 25 april 2023 hoofdcommissaris van de Regionale Politie Eenheid Den Haag. Daarvoor was hij 2 jaar plaatsvervangend hoofdcommissaris van de eenheid.

## Carrière
Nadat hij in 1995 de politieacademie af heeft gerond, volgt Van Musscher een master aan de Vrije Universiteit Amsterdam. Hij was toen al jaren aan het werk als wachtmeester bij de Rijkspolitie. Na zijn studies heeft Van Musscher zich verder ontwikkeld binnen de Politie. Zo zat hij onder andere bij de recherche van het voormalige korps Hollands Midden en de afdeling handhaving van korps Haaglanden.
Op 1 december 2013 volgde hij Henk van Essen op als hoofdcommissaris van de Regionale Politie Eenheid Den Haag. Van Essen werd eerste hoofdcommissaris van de landelijke politie. In april 2023 maakt Van Musscher bekend de Haagse politie-eenheid na 9,5 jaar te gaan verlaten, op 25 april 2023 nam hij officieel afscheid. Hij is opgevolgd door Karin Krukkert. Van Musscher werd op 1 juni 2023 benoemd tot directeur van het Politiedienstencentrum, hij volgt Petra Bosman op.

## Mitch Henriquez
In 2015 raakt hij samen met burgemeester Jozias van Aartsen in opspraak na aanhoudende rellen en ontevredenheid in de Haagse Schilderswijk. De oorzaak was de dood van Mitch Henriquez, het werd Van Musscher verweten dat er wordt gediscrimineerd en stelselmatig buitensporig geweld werd gebruikt tegen specifieke delen van de bevolking. Onder andere theatermaker Jörgen Raymann, zanger Typhoon en actrice Hadewych Minis maakte zich hard voor een vertrek van de bestuurder.